# Celleporina tropica
Celleporina tropica är en mossdjursart som beskrevs av Hayward 1988. Celleporina tropica ingår i släktet Celleporina och familjen Celleporidae. Inga underarter finns listade i Catalogue of Life.